# Olympique Gymnaste Club de Nice 1987-1988
Questa voce raccoglie le informazioni riguardanti l'Olympique Gymnaste Club de Nice nelle competizioni ufficiali della stagione 1987-1988.

## Maglie e sponsor
Lo sponsor tecnico per la stagione 1987-1988 è Puma, lo sponsor ufficiale è Tony Boy.
| Manica sinistra · Manica sinistra · Maglietta · Maglietta · Manica destra · Manica destra · Pantaloncini · Calzettoni |

## Rosa
| N. |                       | Ruolo | Calciatore           |
| -- | --------------------- | ----- | -------------------- |
|    | Francia (bandiera)    | P     | André Amitrano       |
|    | Francia (bandiera)    | P     | Fabien Piveteau      |
|    | Francia (bandiera)    | D     | Hervé Blanc          |
|    | Francia (bandiera)    | D     | Carlos Curbelo       |
|    | Francia (bandiera)    | D     | Pierre Dréossi       |
|    | Jugoslavia (bandiera) | D     | Marko Elsner         |
|    | Francia (bandiera)    | D     | René Marsiglia       |
|    | Francia (bandiera)    | D     | Jean-Philippe Mattio |
|    | Francia (bandiera)    | D     | Jocelyn Rico         |
|    | Ciad (bandiera)       | D     | Bob Sénoussi         |
|    | Francia (bandiera)    | D     | Dider Volpatti       |
|    | Francia (bandiera)    | C     | Daniel Bravo         |

| N. |                       | Ruolo | Calciatore            |
| -- | --------------------- | ----- | --------------------- |
|    | Francia (bandiera)    | C     | Eric Guerit           |
|    | Francia (bandiera)    | C     | Claude Massa          |
|    | Francia (bandiera)    | C     | Philippe Mazzucchetti |
|    | Francia (bandiera)    | C     | Thierry Oleksiak      |
|    | Francia (bandiera)    | C     | Roger Ricort          |
|    | Francia (bandiera)    | C     | François Soler        |
|    | Senegal (bandiera)    | A     | Jules Bocandé         |
|    | Jugoslavia (bandiera) | A     | Miloš Đelmaš          |
|    | Francia (bandiera)    | A     | Claude Goudard        |
|    | Francia (bandiera)    | A     | Toni Kurbos           |
|    | Francia (bandiera)    | A     | Josè Morales          |
|    | Camerun (bandiera)    | A     | Philippe N'Dioro      |